# تاريخ الحرب الروسية الجورجية

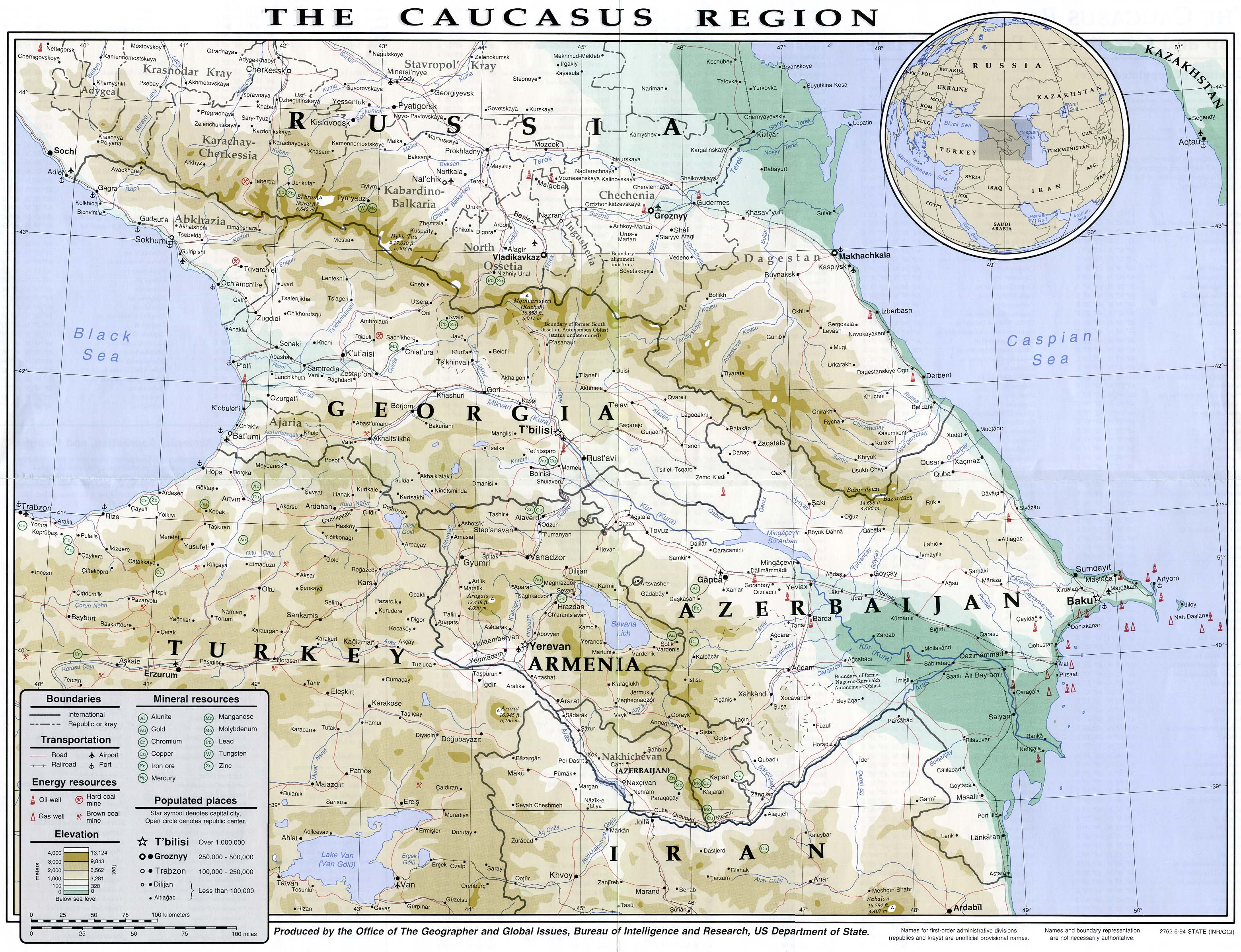
خريطة منطقة القوقاز عام 1994

تتناول هذه المقالة خلفية الأحداث التاريخية للحرب الروسية الجورجية.

## التاريخ

### الأحداث في أوسيتيا الجنوبية
أثناء انهيار الاتحاد السوفييتي، ظهر زفياد جامساخورديا بصفته أول زعيم لجورجيا ما بعد الاتحاد السوفيتي.
اندلعت الحرب عندما دخلت القوات الجورجية تسخينفالي، عاصمة أوسيتيا الجنوبية، وسط تصاعد التوترات الاثنية. بدأ الصراع العسكري في يناير 1991، واستمرت حرب المدن في تسخينفالي حتى يونيو 1992. قُتل، حسب الاعتقاد السائد، أكثر من 2,000 شخص في الحرب. تلقى الانفصاليون المساعدة من الوحدات العسكرية السوفيتية السابقة، التي باتت تحت القيادة الروسية. فر نحو 100,000 أوسيتي من جورجيا وأوسيتيا الجنوبية، في حين غادر 23,000 جورجي أوسيتيا الجنوبية. جرى التوصل إلى اتفاقية وقف إطلاق النار (اتفاق سوتشي) في 24 يونيو 1992. وفي حين أنها أنهت الحرب، فلم تعالج وضع أوسيتيا الجنوبية. تشكلت لجنة مراقبة مشتركة لحل النزاعات بين جورجيا وأوسيتيا، وقوة حفظ سلام تضم قوات روسية وجورجية وأوسيتية. سيطرت حكومة الأمر الواقع في أوسيتيا على المنطقة بشكل مستقل من تبليسي. تركزت أنشطة قوة حفظ السلام المشتركة في نطاق الصراع خصوصًا، الذي شمل منطقة داخل دائرة نصف قطرها 15 كم من تسخينفالي.
أمسك الانفصاليون بزمام السيطرة على مناطق تسخينفالي وجاوا وزناوري وأجزاء من أخالغوري. سيطرت الحكومة المركزية الجورجية على باقي مناطق أخالغوري والقرى الجورجية في منطقة تسخينفالي.

### الأحداث في أبخازيا
تصاعدت التوترات في عام 1989 عندما تجمع مواطنو الاثنية الأبخازية في قرية ليخني للإعلان عن مطالبتهم بالانفصال عن جورجيا والاندماج مع الاتحاد الروسي. ردت حركة غامساخورديا المؤيدة لجورجيا بمظاهرات مضادة، وانقسمت المنطقة بسبب الروابط الاثنية. في 25 أغسطس 1990، أعلن مجلس السوفييت الأعلى الأبخازي نفسه جمهورية اتحادية داخل الاتحاد السوفيتي، خطوةٌ رفضتها تبليسي على الفور. فضل الأبخاز، كسكان أوسيتيا الجنوبية، استمرار الاتحاد السوفيتي ولم يثقوا بالقيادة الجورجية؛ صوت 99% من الأبخاز في الاستفتاء لصالح الإبقاء على الاتحاد السوفيتي في مارس 1991.
اندلعت الحرب في أغسطس 1992 بدخول الحرس الوطني الجورجي أبخازيا لإنقاذ المسؤولين الجورجيين الأسرى وإعادة فتح خط السكة الحديدية. زحف الجنود الجورجيون مباشرة نحو سوخومي واستولوا على المباني الحكومية ونهبوا المدينة. كان إدوارد شيفرنادزه، زعيم جورجيا، مترددًا في إدانة قائد الحرس الوطني، تنغيز كيتفاني، الذي قيل إنه قاد اجتياح سوخومي دون تصريح. بالنسبة للحكومة الجورجية، كان الخطر في أبخازيا أكبر بكثير مما كان عليه في أوسيتيا الجنوبية: ربع مليون مواطن من الاثنية الجورجية، وجزء كبير من الأراضي، ومعظم الساحل الجورجي على البحر الأسود - إضافة إلى قدر كبير من الاعتزاز والتعلق التاريخي. ساعد الجيش الروسي الانفصاليين الأبخاز. استمرت الحرب حتى تفاوضت روسيا على وقف إطلاق النار في يوليو 1993 من خلال اتفاق سوتشي. ومع ذلك، اختُرق وقف إطلاق النار في سبتمبر من ذلك العام، إذ اقتحم الأبخاز سوخومي واجتاحوها، وسقطت في 27 سبتمبر. قُتل معظم أعضاء الحكومة الجورجية الذين بقوا في مبنى البرلمان. بعد عملية التطهير الاثني التي مورست على الجورجيين، انخفض عدد سكان أبخازيا إلى 216,000 نسمة من أصل 525,000 في عام 1989. في 4 أبريل 1994، وُقع على إعلانٍ بشأن تدابير التسوية السياسية للنزاع الجورجي الأبخازي. وبعد شهر نُشرت قوة حفظ سلام تابعة لرابطة الدول المستقلة في المنطقة. في وقت لاحق، نشرت بعثة مراقبي الأمم المتحدة في جورجيا عناصرها في جنوب أبخازيا.
لم تسيطر حكومة غير معترف بها على كامل أراضي أبخازيا، على غرار ما حصل في أوسيتيا الجنوبية.

### النزاعات العالقة
منذ تسعينيات القرن العشرين، كان الوضع في جورجيا تحت مراقبة بعثة منظمة الأمن والتعاون في أوروبا ضمن مهمتها في جورجيا.
ظل النزاع مجمدًا حتى عام 2004، عندما تولى ميخائيل ساكاشفيلي السلطة بعد ثورة الزهور في جورجيا، ثورةٌ أطاحت بالرئيس إدوارد شيفرنادزه. في السنوات التي تلت ذلك، سعت حكومة ساكاشفيلي إلى تنفيذ برنامج يهدف إلى تقوية مؤسسات الدولة وأنشأت «مؤسسات ديمقراطية نسبيًا» وطبقت ما اعتُبر أنه سياسة خارجية موالية للولايات المتحدة. كانت عضوية جورجيا في الناتو، التي عارضتها روسيا، أحد أهداف ساكاشفيلي الرئيسية. خلقت هذه المعارضة إشكالية بارزة في العلاقات الجورجية الروسية.
كانت استعادة أوسيتيا الجنوبية وأبخازيا تحت السيطرة الجورجية هدفًا ذو أولوية قصوى لساكاشفيلي منذ وصوله إلى السلطة. تدهورت علاقات ساكاشفيلي مع روسيا، إذ سرعان ما استعاد السيطرة على أدجارا وأعلن عزمه على إعادة دمج أبخازيا وأوسيتيا الجنوبية. انطلقت الحكومة الجورجية في مساعيها لاسترداد أوسيتيا الجنوبية، مدفوعة بالنجاح في الاستيلاء على أدجارا في بدايات عام 2004. اندلع قتال عنيف بين القوات الجورجية وميليشيات أوسيتيا الجنوبية بين 8 و19 أغسطس 2004.
منذ عام 2006، بلغ إجمالي الإنفاق العسكري الجورجي كنسبة مئوية من الناتج المحلي الإجمالي أعلى من الإنفاق العسكري لروسيا. وفقًا لتقرير صادر عام 2007 عن معهد ستوكهولم الدولي لأبحاث السلام، سجلت جورجيا أعلى معدل وسطي لنمو الإنفاق العسكري في العالم. صرحت تبليسي أنها لم تكن تستهدف المناطق الانفصالية في أبخازيا وأوسيتيا الجنوبية. وفقًا لميزانية جورجيا عام 2008، بلغت نسبة تمويل الدفاع ما يزيد قليلًا عن 19% من إجمالي الإنفاق الحكومي، مع زيادة كبيرة أخرى أقرتها جلسة البرلمان المنعقدة في 15 يوليو 2008.
من عام 2005 إلى عام 2008، اقترحت جورجيا مرارًا منح أبخازيا وأوسيتيا الجنوبية حكمًا ذاتيًا واسع النطاق داخل الدولة الجورجية الموحدة، لكن السلطات الانفصالية رفضت هذه المقترحات مطالبةً بالاستقلال الكامل. أرسلت جورجيا في عام 2006 قوات الأمن إلى وادي كودوري شرق أبخازيا، عندما تمرد زعيم ميليشيا محلي ضد السلطات الجورجية. استمر وجود القوات الجورجية في وادي كودوري حتى الحرب في عام 2008.
أصدر البرلمان الجورجي في يوليو 2006 قرارًا يطالب بسحب جميع قوات حفظ السلام الروسية من أبخازيا، لكن القوات لم تستجب لذلك. في عام 2007، أنشأت الحكومة الجورجية ما قال الروس إنها «حكومة دمية» بقيادة رئيس وزراء أوسيتيا الجنوبية السابق ديمتري ساناكوييف ومنحتها وضع الإدارة المؤقتة، مما أثار قلق تسخينفالي وموسكو. نُقلت السيطرة على كتيبة حفظ السلام الجورجية من القيادة المشتركة لقوات حفظ السلام إلى وزارة الدفاع الجورجية، إجراءٌ وصفه سيرجي ماركيدونوف بأنه تتويج لسياسة «حلحلة الجمود» الجورجية.
وعد الرئيس ساكاشفيلي بإعادة المناطق الانفصالية إلى السيطرة الجورجية خلال حملته الانتخابية عام 2008.